# Najrã (região)
Najrã (em árabe: نجران‎; romaniz.: Naǧrān) é uma região da Arábia Saudita, com capital em Najrã. Possui 149 511 quilômetros quadrados e segundo censo de 2018, havia 595 705 habitantes. Está numa altitude de 1 293 metros.